# قائمة قرارات مجلس الأمن التابع للأمم المتحدة لعام 2015
تتضمن قائمة قرارات مجلس الأمن التابع للأمم المتحدة لعام 2015 جميع القرارات الصادرة عن مجلس الأمن التابع للأمم المتحدة خلال العام 2015.

## القائمة
| رقم القرار | الرمز            | نص القرار                         | موضوع القرار |
| ---------- | ---------------- | --------------------------------- | --- |
| 2196       | S/RES/2196(2015) | نص الوثيقة على موقع الأمم المتحدة | جمهورية أفريقيا الوسطى |
| 2197       | S/RES/2197(2015) | نص الوثيقة على موقع الأمم المتحدة | قبرص |
| 2198       | S/RES/2198(2015) | نص الوثيقة على موقع الأمم المتحدة | جمهورية الكونغو الديمقراطية |
| 2199       | S/RES/2199(2015) | نص الوثيقة على موقع الأمم المتحدة | الأخطار التي تهدد السلم والأمن الدوليين |
| 2200       | S/RES/2200(2015) | نص الوثيقة على موقع الأمم المتحدة | تقرير الأمين العام عن الحالة في السودان وجنوب السودان |
| 2201       | S/RES/2201(2015) | نص الوثيقة على موقع الأمم المتحدة | الشرق الأوسط |
| 2202       | S/RES/2202(2015) | نص الوثيقة على موقع الأمم المتحدة | رسالة من الممثل الدائم لروسيا (أوكرانيا) |
| 2203       | S/RES/2203(2015) | نص الوثيقة على موقع الأمم المتحدة | غينيا-بيساو |
| 2204       | S/RES/2204(2015) | نص الوثيقة على موقع الأمم المتحدة | الشرق الأوسط (اليمن) |
| 2205       | S/RES/2205(2015) | نص الوثيقة على موقع الأمم المتحدة | تقرير الأمين عن الحالة في السودان وجنوب السودان |
| 2206       | S/RES/2206(2015) | نص الوثيقة على موقع الأمم المتحدة | تقرير الأمين عن الحالة في السودان وجنوب السودان |
| 2207       | S/RES/2207(2015) | نص الوثيقة على موقع الأمم المتحدة | عدم الانتشار/جمهورية كوريا الشعبية الديمقراطية |
| 2208       | S/RES/2208(2015) | نص الوثيقة على موقع الأمم المتحدة | ليبيا |
| 2209       | S/RES/2209(2015) | نص الوثيقة على موقع الأمم المتحدة | الشرق الأوسط - سوريا |
| 2210       | S/RES/2210(2015) | نص الوثيقة على موقع الأمم المتحدة | أفغانستان |
| 2211       | S/RES/2211(2015) | نص الوثيقة على موقع الأمم المتحدة | جمهورية الكونغو الديمقراطية |
| 2212       | S/RES/2212(2015) | نص الوثيقة على موقع الأمم المتحدة | جمهورية أفريقيا الوسطى |
| 2213       | S/RES/2213(2015) | نص الوثيقة على موقع الأمم المتحدة | ليبيا |
| 2214       | S/RES/2214(2015) | نص الوثيقة على موقع الأمم المتحدة | ليبيا |
| 2215       | S/RES/2215(2015) | نص الوثيقة على موقع الأمم المتحدة | ليبريا |
| 2216       | S/RES/2216(2015) | نص الوثيقة على موقع الأمم المتحدة | الشرق الأوسط - اليمن |
| 2217       | S/RES/2217(2015) | نص الوثيقة على موقع الأمم المتحدة | جمهورية أفريقيا الوسطى |
| 2218       | S/RES/2218(2015) | نص الوثيقة على موقع الأمم المتحدة | الصحراء الغربية |
| 2219       | S/RES/2219(2015) | نص الوثيقة على موقع الأمم المتحدة | كـوت ديفوار |
| 2220       | S/RES/2220(2015) | نص الوثيقة على موقع الأمم المتحدة | الأسلحة الصغيرة |
| 2221       | S/RES/2221(2015) | نص الوثيقة على موقع الأمم المتحدة | الصومال |
| 2222       | S/RES/2222(2015) | نص الوثيقة على موقع الأمم المتحدة | حماية المدنيين في النزاعات المسلحة |
| 2223       | S/RES/2223(2015) | نص الوثيقة على موقع الأمم المتحدة | تقرير الأمين عن الحالة في السودان وجنوب السودان |
| 2224       | S/RES/2224(2015) | نص الوثيقة على موقع الأمم المتحدة | عدم الانتشار |
| 2225       | S/RES/2225(2015) | نص الوثيقة على موقع الأمم المتحدة | الأطفال والنزاع المسلح |
| 2226       | S/RES/2226(2015) | نص الوثيقة على موقع الأمم المتحدة | كوت ديفوار |
| 2227       | S/RES/2227(2015) | نص الوثيقة على موقع الأمم المتحدة | مالي |
| 2228       | S/RES/2228(2015) | نص الوثيقة على موقع الأمم المتحدة | تقرير الأمين العام عن الحالة في السودان وجنوب السودان |
| 2229       | S/RES/2229(2015) | نص الوثيقة على موقع الأمم المتحدة | تقرير الأمين العام عن قوة الأمم المتحدة لمراقبة فض الاشتباك في الشرق الأوسط |
| 2230       | S/RES/2230(2015) | نص الوثيقة على موقع الأمم المتحدة | تقرير الأمين العام عن الحالة في السودان وجنوب السودان |
| 2231       | S/RES/2231(2015) | نص الوثيقة على موقع الأمم المتحدة | عدم الإنتشار |
| 2232       | S/RES/2232(2015) | نص الوثيقة على موقع الأمم المتحدة | الصومال |
| 2233       | S/RES/2233(2015) | نص الوثيقة على موقع الأمم المتحدة | العراق |
| 2234       | S/RES/2234(2015) | نص الوثيقة على موقع الأمم المتحدة | قبرص |
| 2235       | S/RES/2235(2015) | نص الوثيقة على موقع الأمم المتحدة | الشرق الأوسط (سوريا) |
| 2236       | S/RES/2236(2015) | نص الوثيقة على موقع الأمم المتحدة | الشرق الأوسط (اليونيفيل) |
| 2237       | S/RES/2237(2015) | نص الوثيقة على موقع الأمم المتحدة | ليبريا |
| 2238       | S/RES/2238(2015) | نص الوثيقة على موقع الأمم المتحدة | ليبيا |
| 2239       | S/RES/2239(2015) | نص الوثيقة على موقع الأمم المتحدة | ليبريا |
| 2240       | S/RES/2240(2015) | نص الوثيقة على موقع الأمم المتحدة | صون السلم والأمن الدوليين |
| 2241       | S/RES/2241(2015) | نص الوثيقة على موقع الأمم المتحدة | تقرير الأمين العام عن الحالة في السودان وجنوب السودان |
| 2242       | S/RES/2242(2015) | نص الوثيقة على موقع الأمم المتحدة | المرأة والسلم والأمن |
| 2243       | S/RES/2243(2015) | نص الوثيقة على موقع الأمم المتحدة | هايتي |
| 2244       | S/RES/2244(2015) | نص الوثيقة على موقع الأمم المتحدة | الصومال |
| 2245       | S/RES/2245(2015) | نص الوثيقة على موقع الأمم المتحدة | الصومال |
| 2246       | S/RES/2246(2015) | نص الوثيقة على موقع الأمم المتحدة | الصومال |
| 2247       | S/RES/2247(2015) | نص الوثيقة على موقع الأمم المتحدة | البوسنة والهرسك |
| 2248       | S/RES/2248(2015) | نص الوثيقة على موقع الأمم المتحدة | بوروندي |
| 2249       | S/RES/2249(2015) | نص الوثيقة على موقع الأمم المتحدة | التهديدات التي سببتها الهجمات الإرهابية على السلم والأمن الدوليين |
| 2250       | S/RES/2250(2015) | نص الوثيقة على موقع الأمم المتحدة | صون السلم والأمن الدوليين |
| 2251       | S/RES/2251(2015) | نص الوثيقة على موقع الأمم المتحدة | تقرير الأمين العام عن الحالة في السودان وجنوب السودان |
| 2252       | S/RES/2252(2015) | نص الوثيقة على موقع الأمم المتحدة | تقرير الأمين العام عن الحالة في السودان وجنوب السودان |
| 2253       | S/RES/2253(2015) | نص الوثيقة على موقع الأمم المتحدة | قرار مجلس الأمن حول تمويل التنظيمات الإرهابية وتهديدها على السلم والأمن الدوليين |
| 2254       | S/RES/2254(2015) | نص الوثيقة على موقع الأمم المتحدة | قرار مجلس الأمن حول سوريا |
| 2255       | S/RES/2255(2015) | نص الوثيقة على موقع الأمم المتحدة | التهديدات على السلم والأمن الدوليين التي سببتها الهجمات الإرهابية |
| 2256       | S/RES/2256(2015) | نص الوثيقة على موقع الأمم المتحدة | المحكمة الدولية لمحاكمة الأشخاص المسؤولين عن الانتهاكات الجسيمة للقانون الدولي الإنساني التي ارتكبت في إقليم يوغوسلافيا السابقة المحكمة الدولية لمحاكمة الأشخاص المسؤولين عن الانتهاكات الجسيمة للقانون الدولي الإنساني التي ارتكبت في إقليم رواندا |
| 2257       | S/RES/2257(2015) | نص الوثيقة على موقع الأمم المتحدة | الشرق الأوسط - قوة الأمم المتحدة لمراقبة فض الاشتباك |
| 2258       | S/RES/2258(2015) | نص الوثيقة على موقع الأمم المتحدة | الشرق الأوسط (سوريا) |
| 2259       | S/RES/2259(2015) | نص الوثيقة على موقع الأمم المتحدة | ليبيا |

## المرجع
1. ↑  "قرارات مجلس الأمن". الأمم المتحدة. مؤرشف من الأصل في 2018-09-04. اطلع عليه بتاريخ 22 شباط / فبراير 2017. {{استشهاد ويب}}: تحقق من التاريخ في: |تاريخ الوصول= (مساعدة)